# Marino Bloudek
Marino Bloudek, né le 18 juillet 1999, est un athlète croate, spécialiste du demi-fond.
Le 9 juillet 2017, il bat son record personnel sur 800 m en 1 min 48 s 16 à Zagreb (Zrinjevac). Le 23 juillet suivant, il remporte le titre du 800 m lors des Championnats d'Europe juniors à Grosseto.